# John Boles
John Boles, född 28 oktober 1895 i Greenville, Texas, död 27 februari 1969 i San Angelo, Texas, var en amerikansk skådespelare.
Boles är främst känd för rollen som Victor Moritz i 1931 års filmversion av Frankenstein. Han hade även en stor biroll som fadern i 1937 års filmatisering av Stella Dallas och spelade mot Shirley Temple i två av hennes filmer. För sina filminsatser har Boles en stjärna på Hollywood Walk of Fame vid adressen 6530 Hollywood Blvd.

## Filmografi i urval
- 1929 – Rio Rita
- 1930 – Marseljäsen
- 1930 – Jazzkungen
- 1931 – Frankenstein
- 1931 – Mellan två kvinnor
- 1932 – Kärlekens bakgata
- 1933 – En enda natt
- 1935 – Lilla hjärtetjuven
- 1936 – Beräknande fruar
- 1937 – Stella Dallas
- 1942 – Oss flickor emellan
- 1943 – Soldatflamman